# Hedvig Hedqvist
Hedvig Gunilla Hedqvist, född Tarschys 25 augusti 1940 i Engelbrekts församling, Stockholm, är en svensk journalist och författare specialiserad på design, arkitektur och konsthantverk. 

## Biografi
Hedqvist utbildade sig till inredningsarkitekt vid Skolen for Bolingindretning (numera Danmarks Designskole) i Köpenhamn och hade från 1958 arbetat som praktikant på Svenskt Tenn i Stockholm. Under 1960-talet arrangerade hon flera utställningar, bland annat Mila (1964) och Form Malmö (1965-66). 1967–1974 var hon chef för Kooperativa Förbundets textila ateljé, samt arbetade för Mah-Jong (1975), för Marimekko (1976), formgav tapeter och textilier för Duro och Tampella (1977-78) och frilansade som journalist innan hon 1978–2000 arbetade som fast anställd journalist för Svenska Dagbladet, med design som främsta bevakningsområde. 
Hedvig Hedqvist har skrivit och medverkat i flera böcker om design, konsthantverk och arkitektur. Hon har även varit medarbetare på tidskrifterna Sköna hem, Form, Vi och Femina. Genom att hon såg den svenska formgivningen utifrån väcktes hennes intresse att beskriva de svenska designframgångarna i jämförelse med de nordiska och internationella rörelser under hundra år. Hennes arbete på detta område resulterade bland annat i boken 1900 – 2002, Svensk form – internationell design(2002).
I boken Kärlek och kärnfysik 2013 skriver hon om atomforskarna Lise Meitner och Eva von Bahr deras "vänskap som förändrade världen". 
Hedvig Hedqvist är dotter till Bernhard Tarschys och Karin Tarschys, född Alexanderson, och syster till Daniel Tarschys och Rebecka Tarschys. Hedvig Hedqvist var gift 1962–1967 med Eskil Block och 1969–1986 med Staffan Hedqvist. Hon har fyra barn, däribland Anna Block Mazoyer och Clara Block Hane.